# Lübstorf
Lübstorf település Németországban, Mecklenburg-Elő-Pomeránia tartományban. Lakosainak száma 1496 fő (2023. december 31.).

## Népesség
A település népességének változása:
| Lakosok száma | 1492 | 1474 | 1481 | 1463 | 1486 | 1496 |
|               | 2014 | 2017 | 2019 | 2021 | 2022 | 2023 |